# Фергат, Абделькарим
Абделькарим Фергат (араб. مسعود محمد زغدان‎; род. 2 марта 1994, Алжир) — алжирский борец греко-римского стиля, многократный чемпион Африки, призёр Кубка мира, участник Олимпийских игр 2020 года в Токио.

## Карьера
В декабре 2020 года на Индивидуальном Кубке мира, обыграв в схватке за 3 место молдаванина Артёма Деляну, завоевал бронзовую медаль. В апреле 2021 года в тунисском Хаммамете на африканском и океанском олимпийский отборочный турнире к Олимпийским играм в Токио Фергат завоевал лицензию. На Олимпийских играх 2020 года он выступал в весовой категории до 60 кг, где проиграл свою первую схватку на стадии 1/8 финала против Кэнъитиро Фумиты из Японии. Он также проиграл свою следующую схватку в утешительном раунде против китайца Валихана Серикулы. Оба его соперника завоевали медали на соревнованиях.

## Достижения
- Чемпионат Африки по борьбе среди юниоров 2014 — ;
- Чемпионат Африки по борьбе 2018 — ;
- Чемпионат Африки по борьбе 2019 — ;
- Чемпионат Африки по борьбе 2020 — ;
- Индивидуальный кубок мира по борьбе 2020 — ;
- Олимпийские игры 2020 — 13;
- Чемпионат Африки по борьбе 2022 — ;